# 郭琦 (晋朝)
郭琦（?—?），字公伟，西晋太原郡晋阳县（今山西省太原市西南）人。
郭琦方正廉直，有雅量，博学多才，精通五行阴阳之学，著有《天文志》、《五行传》，注《谷梁传》、《京氏易》百卷，后来全都散佚。晋武帝时，受诏出仕，用他担任佐著作郎。武帝之后，辞官归乡里。赵王司马伦篡位，想要任用他，郭琦不应，之后终身居家不再出仕。